# Cantone di Sallanches
Il Cantone di Sallanches è un cantone francese dell'arrondissement di Bonneville.
A seguito della riforma approvata con decreto del 13 febbraio 2014, che ha avuto attuazione dopo le elezioni dipartimentali del 2015, è passato da 7 a 9 comuni.

## Composizione
I 7 comuni facenti parte prima della riforma del 2014 erano:
- Combloux
- Cordon
- Demi-Quartier
- Domancy
- Megève
- Praz-sur-Arly
- Sallanches

Dal 2015 i comuni appartenenti al cantone sono i seguenti 9:
- Arâches-la-Frasse
- Combloux
- Cordon
- Demi-Quartier
- Domancy
- Magland
- Megève
- Praz-sur-Arly
- Sallanches